# Town of Glory
Town of Glory (Ciudad de Gloria o Pueblo de Gloria) es un documental sobre la historia de la ciudad de Yelnia durante la invasión alemana de la Unión Soviética y el impacto de la Ofensiva de Yelnia en sus ciudadanos. Realizado por el director ruso Dmitry Bogolyubov y estrenado en 2019.

## Historia
La producción de Town of Glory es alemana, checoslovaca y rusa. La mayoría de los 10.000 habitantes de la Ciudad de Gloria Militar, Town of Glory, Yelnia sienten nostalgia por la antigua Unión Soviética y su ejército. Están criando a los niños del pueblo para que sean patriotas nacionales entrenados militarmente. La ciudad de Yelnya añora los días en que las cosas eran diferentes, cuando la sociedad era estable, incluso cuando eso significaba vivir bajo normas estrictas.
El legado de la Gran Guerra Patriótica todavía resuena con fuerza en Rusia. La historia de en un pequeño pueblo, Yelnia, que llegó a simbolizar la victoria sobre el fascismo durante la Segunda Guerra Mundial, su mezcla con los sucesos políticos que vive Rusia bajo el mandato del presidente Vladímir Putin.
No sucede nada interesante en el pequeño pueblo de Yelnya en el borde occidental de Rusia. Los lugareños se van en masa y los que se quedan tienen pocas alegrías en la vida. Uno es la victoria sobre el fascismo. Al comienzo de la Segunda Guerra Mundial, Stalin permitió que la ciudad fuera liberada simbólicamente, a costa de una enorme pérdida de vidas, para inspirar esperanza en su pueblo y fortalecer el espíritu de heroísmo. La película se centra en dos patriotas locales y sus familias durante tres años. La adolescente Masha asiste a reuniones nacionalistas, canta las alabanzas de los héroes caídos hace mucho tiempo, el anciano Sergei desentierra sus huesos y sueña en secreto con un cambio en la situación. A través de ellos, la película muestra cómo el trauma de la guerra sin curar se infiltra en generaciones, formando la vida social de los rusos y se transforma gradualmente en odio hacia el actual Occidente.

## Sinopsis
Town of Glory muestra de una forma sobrecogedora cómo la herencia histórica, la nostalgia soviética y el temor a Occidente siguen presentes en sectores de la población y se transmiten de generación en generación. Los hechos se basan en el recuerdo de la Ofensiva de Yelnia y el impacto sobre la ciudad de los hechos acaecidos en 1941 durante la invasión alemana de la Unión Soviética en la Segunda Guerra Mundial.

## Director
El director Dmitry Bogolyubov nació en 1980 en Moscú. Después de licenciarse en derecho, se graduó del departamento de documentales de VGIK. Ha dirigido películas y diversos documentales de televisión. Entre otros reconocimientos, Bogolyubov recibió el premio nacional de cine y televisión "Strana" por su documental "Desatendidos". Junto con su esposa, la directora Anna Shishova-Bogolubova, realizaron el documental "On the Edge", en el que Bogolyubov también fue el director de fotografía y ganó el premio "Saint Anna" a la mejor fotografía. Su película "The Wall", que aborda el legado de Iósif Stalin, ganó el premio a la Mejor Película Documental Mundial en el Festival Internacional de Cine Documental de Jihlava en 2017. Town of Glory recibió el Premio Especial del Jurado en One World IFF en 2020.

## Reconocimientos
- 2020 Premio Especial del Jurado en One World IFF[4]